# Низина
Низината е една от равнинните форми на релефа, характерна с минимални неравности.
За низина се приема всяка обширна част от земната суша, която никъде не надхвърля 200 м надморска височина. Образува се в резултат на тектонско понижение на дадена територия и последвалото ѝ запълване с континентални или морски отложения (седименти). Техните слоеве са разположени почти хоризонтално. Низините често са заблатени, а блатата са плитки и с мътна вода, богата на хранителни вещества (т.нар. евтрофни блата). Те се подхранват главно от подпочвени води, които изобилстват в низините. Реките през тях текат бавно и образуват много меандри. В много случаи речните наноси увеличават площта на низините в посока на океана. Благоприятни са за земеделие. През тях лесно се прекарват пътища и железопътни линии. Строят се големи градове.
Низината е сходна с равнината и в много езици не съществува разлика. Англо-саксонската географска наука ги третира като една и съща форма на релефа (plain), макар че от друга страна разграничава lowlands от uplands. Тяхното понятие обобщава равнините, низините, полетата и високите плата. В българската наука разликата между тези „равнини“ е добре обоснована. При равнината може да има възвишения. Произходът ѝ обикновено е съвсем различен.
Все пак разграничението между низини и равнини е условно. По-значимите низини в света са:
- Амазонската, която е най-голяма (5 млн. кв. км);
- Западносибирската (2,6 млн. кв. км) – това е най-голямата акумулативна (създадена от наноси) низина в света;
- Индо-гангската (2,5 млн. кв. км), край реките Инд и Ганг;
- Мисисипската и Атлантическата в САЩ;
- Месопотамия;
- Прикаспийска низина (200 хил. кв. км).[3]

В Европа има три неголеми низини – Паданската, Среднодунавската и Долнодунавската. В България се намира известната Горнотракийска низина, но от строго научна гледна точка това е по-скоро равнина.